# Liste der Monuments historiques in Essouvert
Die Liste der Monuments historiques in Essouvert führt die Monuments historiques in der französischen Gemeinde Essouvert auf.

## Liste der Objekte
| Bezeichnung | Beschreibung          | Standort                                          | Kennzeichnung | Schutzstatus | Datum | Bild |
| ----------- | --------------------- | ------------------------------------------------- | ------------- | ------------ | ----- | ---- |
| Retabel     | Holz und Stein, 1784  | La Benâte; in der Kirche St-Mathurin              | PM17001758    | Inscrit      | 1994  |      |
| Glocke      | Bronze, 1629 gegossen | Saint-Denis-du-Pin; in der Kirche St-Denis (Lage) | PM17000369    | Inscrit      | 1942  |      |